# Psychoda crassipennis
Psychoda crassipennis är en tvåvingeart som beskrevs av Tonnoir 1940. Psychoda crassipennis ingår i släktet Psychoda och familjen fjärilsmyggor. Inga underarter finns listade i Catalogue of Life.